# Anglikanstvo
Anglikanstvo je naziv za skup osoba, ustanova, crkava, uvjerenja te liturgijskih tradicija i teoloških razmišljanja vezanih uz Englesku Crkvu, Anglikansku zajednicu, te ostale anglikanske crkve koje su se izdvojile i nisu u zajedništvu s Anglikanskom zajednicom.

## Nastanak
Anglikanstvo je službeno nastalo odcjepljenjem crkve u Engleskoj od Rima 1534. godine, donošenjem Zakona o vrhovništvu (Act of Supremacy), kojim je engleski parlament proglasio kralja Henrika VIII. za najvišeg vjerskog poglavara u Engleskoj i odrekao poslušnost autoritetu Pape.
U narednim desetljećima prihvatili su anglikanci u znatnoj mjeri protestantsku teologiju. Međutim nije prihvaćanje protestantske teologije bilo posvemašnje, te anglikanci sami doživljavaju da su "na pola puta" između katoličanstva i protestantizma.

## Ekleziologija
Ekleziološki anglikanstvo je ustrojeno na episkopalni način (od starogrč. "episkopos" - biskup), to jest uređenje Crkve počiva na ustanovi biskupa - jednako kao što je to slučaj kod katolika i pravoslavnih- te se nastoji očuvati apostolsko nasljedstvo. 
Ovo je nasljedstvo često osporavano od strane Katoličke Crkve: naime nije niti jedan biskup nakon svrgavanja katoličke kraljice Marije Tudor 1558. god. htio prihvatiti vrhovništvo kraljice Elizabete I. nad Crkvom i ponovno odvajanje Engleske od Rima, izuzev umirovljenog opata Anthonyja Kitchina, starog preko 80 godina; nakon što su svi katolički biskupi razvlašteni, A. Kitchin - kraljica je pozvala na zaređenje još nekoliko biskupa, ali katolici smatraju upitim jesu li ti ikada došli na orinaciju - je pod ne posve jasnim okolnostima zaredio nekolicinu kalvinistički orijentiranih teologa, među kojima je bio i Matthew Parker, kojega je kraljica odabrala da zauzme najvišu službu nadbiskupa od Canterburrya. S obzirom na to da kalvinisti (a pretpostavlja se da su teolozi koje je A. Kitchin rukopoložio bio kalvinisti), zapravo ne vjeruju u apostolsku sukcesiju, te da je korišten jedan protestantski ritual rukopolaganja u čijem se tekstu uopće i ne spominje da bi posrijedi bilo rukopolaganje za biskupa (sukladno protestantskoj teologiji, koja ne poznaje ni poseban svećenički red, niti biskupski red), katolici smatraju da je time apostolska sukcesija prekinuta.
Odbijajući validnost zaključaka sadržanih u buli pape Lava XIII. Apostolicae Curae o nevaljanosti anglikanskih zaređenja iz 1896. godine, anglikanci su na obodu pažnje javnosti nastojali definitivno razriješti katoličke prigovore tako da na ordinacije svojih biskupa kao surukopolagatelje pozivali biskupe Starokatoličke Crkve, kojima katolici ne osporavaju validnu apostolsku sukcesiju.
Engleska crkva ("Church of England") je u službenoj uniji s državom, te je engleska kraljica službeni šef te vjerske zajednice.

## Liturgija
Drugi važan element anglikanstva sastoji se u brizi za liturgiju, koja se očituje u odobravanju i izdavanju liturgijskih knjiga koje se imaju koristiti u bogoslužju. Ove liturgijske knjige imaju osobitu važnost jer se iz njih iščitavaju i teološka uvjerenja. Anglikanstvo, naime, nije vođeno službeno strukturiranim crkvenim Učiteljstvom (poput onoga u katoličanstvu), niti se pozivalo na određene teologe kao utemeljitelje ili izričaje vjere koji bi bili različiti od simbola vjere prvih ekumenskih sabora (za razliku od protestanata). Stoga je u anglikanstvu Knjiga zajedničke molitve (eng. Book of Common Prayer) postala izvorištem i vodstvom teologije i prakse. Tako se anglikanstvo poziva na pravilo »lex orandi, lex credendi« (zakon molitve je zakon vjerovanja), prema kojem odobreni molitveni tekstovi izriču i glavne postavke vjere.

## Teološki nauk
Treći element anglikanstva je njegov teološki nauk koji se crpi iz povijesnih dokumenata i teologije koju su razvile velike osobe unutar anglikanstva. Taj se razvoj događao u stalnoj napetosti između radikalnijih protestanata s jedne strane, i Anglo-katolika s druge. U takvom ozračju nastajale su molitvene knjige, kao i dokument poznat kao Tridest i devet članaka o religiji iz 1604. Oni, premda neobvezujući, ipak postaju temelj anglikanstva, što još više potvrđuju utjecajni rani teolozi poput Richarda Hookera, Lancelota Andrewesa, Johna Cosina i drugih.
Na jednoj od Lambetskih konferencija, onoj održanoj 1888., a koja se poziva na konferenciju Episkopalne Crkve u SAD-u iz 1886., određena su četiri načela koja su imala dovesti do zbližavanja s Rimokatoličkom i pravoslavnim crkvama. No, popratni plod toga nastojanja bilo je i postavljanje zajedničkog nazivnika za sve anglikanske crkve. Ova četiri načela su:
- Sveto pismo Starog i Novog zavjeta sadrži sve što je potrebno za spasenje, te je pravilo i konačni standard vjere.
- Apostolsko vjerovanje, kao krsni simbol, te Nicejsko-carigradsko vjerovanje dovoljni su izričaj kršćanske vjere.
- Dva sakramenta što ih je sâm Krist odredio: krštenje i Gospodnja večera u kojoj se koriste Kristove riječi ustanovljenja, te prilike koje je i on koristio (kruh i vino).
- Povijesno biskupstvo, prilagođeno lokalnim prilikama u načinima njegova upravljanja s obzirom na raznolike potrebe zemalja i naroda koje je Bog pozvao u jedinstvo Crkve.

Anglikanska crkva je u bliskim odnosima s glavnim luteranskim i reformiranim vjerskim zajednicama, te održava dijalog s pravoslavnima i katolicima. Od 1967. godine neprestano traje teološki dijalog s katolicima putem anglikansko - rimokatoličke međunarodne komisije, koja je osobito uspostavila teološko razumijevanja u pitanju štovanja Bogorodice i svetaca koje je prisutno i kod katolika, i kod anglikanaca. Novije pitanje zaređivanja žena za svećenike predstavlja teški izvor nesporazuma među samim anglikancima, te jako otežava suradnju s katolicima i pravoslavnima.
U 18. stoljeću počelo se prepoznavati jedan više tradicionalni dio anglikanaca, pod imenom "high church"; od više protestantskog, koji je označavan kao "low church". Danas se za tu podjelu češće koristi termini "Anglo - Catholic" i "evangelical". Znatan dio protestantski usmjerenih anglikanaca priključio se Metodistima - sam osnivač metodizma John Wesley je bio anglikanski svećenik, a stanoviti broj Anglo - katolika priključuje se Katoličkoj Crkvi, među njima su znameniti primjerice svećenik bl. John Henry Newman i pisac Gilbert Keith Chesterton.